# 510. п. н. е.

## Догађаји
- Уништење ахајског (грчког) града Сибариса у јужној Италији.

- Протеран краљ Тарквиније Охоли из Рима
- Први конзули су били, по традицији, Луције Јуније Брут и Луције Тарквиније Колатин.